# اریک استیون استال
اریک استیون استال (انگلیسی: Eric Steven Stahl؛ زادهٔ ۴ آوریل ۱۹۵۹) یک کارگردان اهل ایالات متحده آمریکا است. وی از سال ۱۹۸۰ میلادی تاکنون مشغول فعالیت بوده‌است.
وی کارگردان فیلم‌هایی همچون خانه امن بوده است.